# Exército de Voluntários da Rússia Ocidental

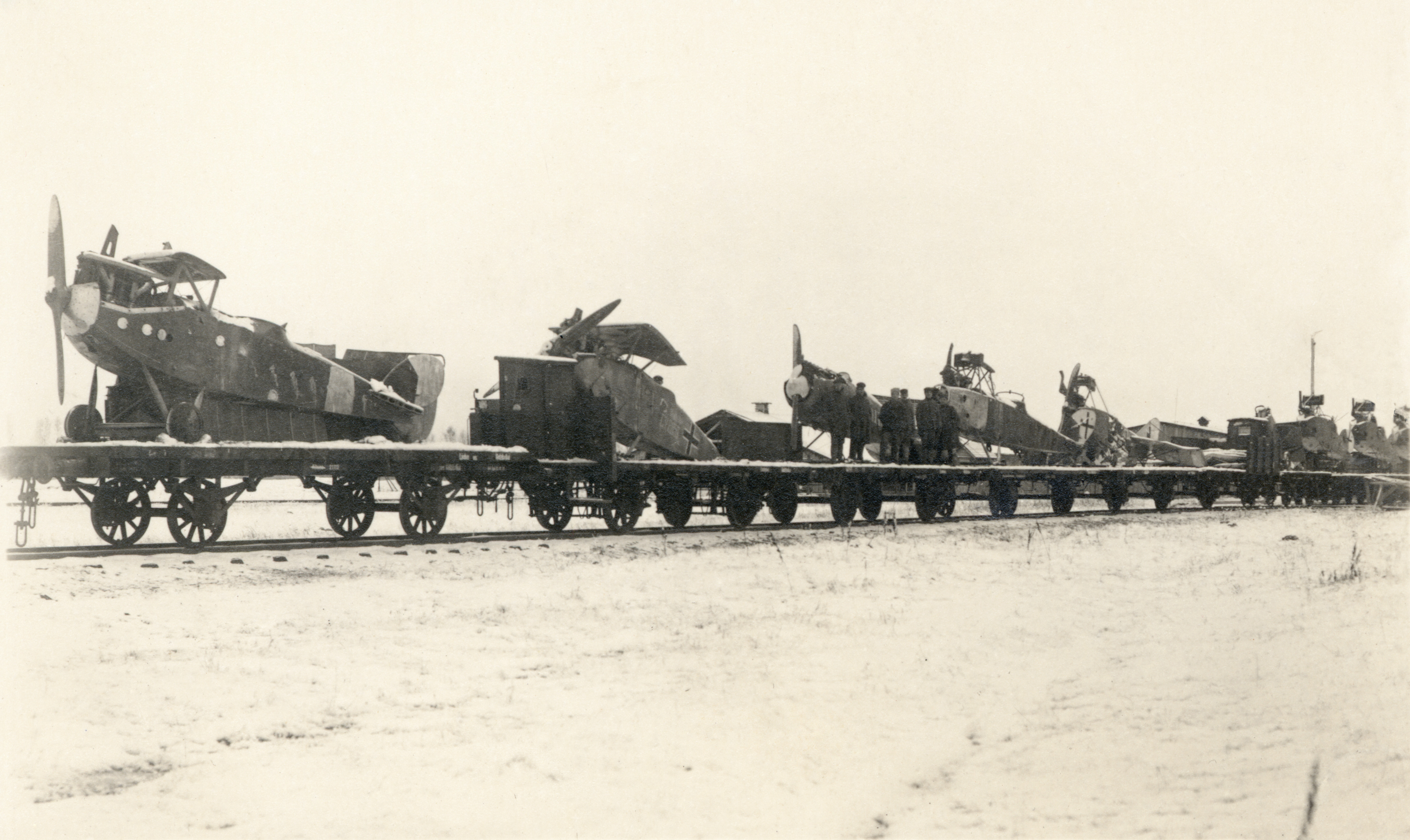
Aviões dos bermontianos capturados pelo exército lituano perto de Radviliškis

O Exército Voluntário da Rússia Ocidental uma formação militar pró-alemã na Letônia e na Lituânia durante a Guerra Civil Russa de novembro de 1918 a dezembro de 1919.

## História
O Exército Voluntário da Rússia Ocidental, ao contrário do Exército Voluntário pró-Entente no sul da Rússia, foi apoiado e, de fato, montado sob os auspícios alemães. O Armistício de Compiègne de novembro de 1918, no artigo 12, estipulou que as tropas do antigo Império Alemão permaneceriam nas províncias bálticas do antigo Império Russo para ajudar a lutar contra os avanços bolcheviques e que essas unidades alemãs deveriam se retirar assim que os Aliados determinassem que a situação estava sob controle. A ordem de retirada foi dada após a assinatura do Tratado de Versalhes em junho de 1919.
No entanto, apenas uma pequena parte dos Freikorps no Báltico se retirou em resposta à ordem dos Aliados; o resto permaneceu sob a liderança do general do exército alemão Rüdiger von der Goltz. Para evitar culpar a Alemanha e enfurecer os Aliados, von der Goltz retirou-se para segundo plano e, em agosto de 1919, fundiu suas tropas com o "Corpo Especial Russo", liderado pelo general cossaco Pavel Bermondt-Avalov. Os dois generais recrutaram cerca de 50 000 homens: a maioria membros do Freikorps e alemães do Báltico, bem como alguns prisioneiros de guerra russos capturados pela Alemanha na Primeira Guerra Mundial e depois libertados se prometessem que ajudariam a lutar contra os bolcheviques na Guerra Civil Russa. O Exército Voluntário da Rússia Ocidental resultante declarou que apoiaria as forças do movimento branco russo de Aleksandr Kolchak (então baseado na Sibéria) e começou a marchar para o leste (outubro de 1919) com a intenção declarada de atacar os bolcheviques, mas seu objetivo real parecia ser sustentar o poder alemão na região do Báltico.

## Confronto com os governos da Letônia e da Lituânia
A situação política na região do Báltico continuou a deteriorar-se. Um novo governo na Lituânia recusou-se a permitir que os russos brancos passassem tropas e estabelecessem uma base militar. Depois de inicialmente apoiar os russos brancos, o governo de Weimar, sob pressão da Entente, proibiu a transferência de soldados alemães para os russos e ordenou que o Reichswehr bloqueasse a fronteira da Prússia Oriental para bloquear os suprimentos de Freikorp. O general von der Goltz foi finalmente chamado de volta em 4 de outubro.
Nessas circunstâncias, Bermondt-Avalov lançou uma ofensiva usando Freikorps na tentativa de forçar a República da Letônia a negociar. Com o apoio da artilharia naval britânica e do trem blindado da Estônia, uma contra-ofensiva letã se seguiu em novembro, o que forçou o exército de Bermondt a se retirar. Mitau também foi perdido em lutas deficitárias.
Em outubro de 1919, o Exército Voluntário da Rússia Ocidental atacou os estados recém-independentes da Lituânia e da Letônia, aos quais a Alemanha havia concedido independência. Ocupou brevemente a margem oeste do rio Daugava em Riga e o governo de Kārlis Ulmanis teve que solicitar assistência militar da Lituânia e da Estônia. Os estonianos enviaram dois trens blindados para ajudar os letões enquanto os lituanos estavam envolvidos em batalhas com os bolcheviques e só podiam emitir protestos diplomáticos. Os letões também receberam assistência dos canhões de um destróier da Marinha Real Britânica, HMS Vanoc, no porto de Riga.
Em novembro, o exército letão conseguiu expulsar as forças de Bermondt-Avalov para o território lituano. Mitau também foi perdido. Finalmente, o Exército Voluntário da Rússia Ocidental sofreu pesadas derrotas pelos lituanos perto de Radviliškis, um importante centro ferroviário.
Após a derrota, Bermondt-Avalov fugiu para Memel. Os Freikorps alemães foram entregues ao tenente-general alemão Walter von Eberhardt, sucessor do Goltz como comandante do VI Corpo de Reserva em Allenstein. Após o envolvimento da missão militar da Entente, o general Eberhardt conseguiu organizar a evacuação dos Freikorps alemães restantes via Lituânia para a Prússia Oriental. Isso foi concluído em meados de dezembro de 1919.

## Exército
Os uniformes do Exército Voluntário da Rússia Ocidental foram fornecidos pela Alemanha e decorados com sinais distintivos russos, em particular as pernas dos ombros de acordo com o modelo do Exército Imperial Russo e uma cruz ortodoxa usada na manga esquerda.
O exército incluía:
- Corpo Graf Keller (Coronel Potozki): de 7 000 a 10 000 soldados, perto de Jelgava
- Corpo Virgolitsch (Coronel Virgolitsch): de 3 500 a 5 000 soldados montados, incluindo cossacos, estacionados no norte da Lituânia
- Divisão de Ferro (Major Bischoff): cerca de 15 000 a 18 000, em Jelgava, juntou-se em agosto
- Legião Alemã [de] (Capitão Sievert): cerca de 9 000 a 12 000 soldados que se reuniram de vários corpos livres independentes.
- Freikorps Plehwe (Capitão von Plehwe [de]): cerca de 3 000 soldados (o antigo 2º Regimento de Reserva da Guarda), antes de Libau
- Freikorps Diebitsch: cerca de 3 000 soldados, para proteção ferroviária na Lituânia.
- Freikorps Roßbach [de]: cerca de 1 000 soldados, apareceu no final de outubro após uma marcha de mais de 1 200 km ao largo de Riga.